# SAP Open 2007 - Qualificazioni singolare
Le qualificazioni del singolare  dello  SAP Open 2007 sono state un torneo di tennis preliminare per accedere alla fase finale della manifestazione. I vincitori dell'ultimo turno sono entrati di diritto nel tabellone principale. In caso di ritiro di uno o più giocatori aventi diritto a questi sono subentrati i lucky loser, ossia i giocatori che hanno perso nell'ultimo turno ma che avevano una classifica più alta rispetto agli altri partecipanti che avevano comunque perso nel turno finale.
Le qualificazioni del torneo SAP Open  2007 prevedevano 32 partecipanti di cui 4 sono entrati nel tabellone principale.

## Teste di serie
1. Serhij Stachovs'kyj (Qualificato)
2. Brian Wilson (Qualificato)
3. Phillip King (Qualificato)
4. Dušan Vemić (Qualificato)

1. Scott Lipsky (primo turno)
2. Roman Borvanov (primo turno)
3. James Auckland (secondo turno)
4. David Martin (ultimo turno)

## Qualificati
1. Serhij Stachovs'kyj
2. Brian Wilson

1. Phillip King
2. Dušan Vemić

## Tabellone

### Legenda
| - Q = Qualificato - WC = Wild card - LL = Lucky loser | - ALT = Alternate - SE = Special Exempt - PR = Protected Ranking | - w/o = Walkover - r = Ritirato - d = Squalificato |

### Sezione 1
|  | Primo turno      | Primo turno      | Primo turno      | Primo turno | Primo turno |  |  | Secondo turno    | Secondo turno       | Secondo turno    | Secondo turno   | Secondo turno   |   |   | Ultimo turno | Ultimo turno        | Ultimo turno        | Ultimo turno | Ultimo turno |  |
|  |                  |                  |                  |             |             |  |  |                  |                     |                  |                 |                 |   |   |              |                     |                     |              |              |  |
|  |                  |                  |                  |             |             |  |  |                  |                     |                  |                 |                 |   |   |              |                     |                     |              |              |  |
|  |                  |                  |                  |             |             |  |  | 1                | Serhij Stachovs'kyj | 6                | 4               | 6               |   |   |              |                     |                     |              |              |  |
|  | Jim Thomas       | Jim Thomas       | Jim Thomas       | 6           | 6           |  |  |                  | Jim Thomas          | 3                | 6               | 2               |   |   |              |                     |                     |              |              |  |
|  | Tin Dong         | Tin Dong         | Tin Dong         | 3           | 4           |  |  |                  |                     |                  |                 |                 |   |   | 1            | Serhij Stachovs'kyj | Serhij Stachovs'kyj | 6            | 6            |  |
|  | František Čermák | František Čermák | František Čermák | 6           | 6           |  |  |                  |                     |                  | Chris Wettengel | Chris Wettengel | 3 | 4 |              |                     |                     |              |              |  |
|  | Rick Kepler      | Rick Kepler      | Rick Kepler      | 1           | 2           |  |  | František Čermák | František Čermák    | František Čermák | 3               | 1               |   |   |              |                     |                     |              |              |  |
|  |                  | Chris Wettengel  | 7                | 4           | 6           |  |  | Chris Wettengel  | Chris Wettengel     | Chris Wettengel  | 6               | 6               |   |   |              |                     |                     |              |              |  |
|  | 6                | Roman Borvanov   | 5                | 6           | 3           |  |  |                  |                     |                  |                 |                 |   |   |              |                     |                     |              |              |  |

### Sezione 2
|  | Primo turno            | Primo turno            | Primo turno            | Primo turno            | Primo turno |  |  | Secondo turno | Secondo turno     | Secondo turno     | Secondo turno | Secondo turno |    |    | Ultimo turno | Ultimo turno | Ultimo turno | Ultimo turno | Ultimo turno |  |
|  |                        |                        |                        |                        |             |  |  |               |                   |                   |               |               |    |    |              |              |              |              |              |  |
|  |                        |                        |                        |                        |             |  |  |               |                   |                   |               |               |    |    |              |              |              |              |              |  |
|  |                        |                        |                        |                        |             |  |  | 2             | Brian Wilson      | Brian Wilson      | 6             | 6             |    |    |              |              |              |              |              |  |
|  | Darrin Cohen           | Darrin Cohen           | Darrin Cohen           | Darrin Cohen           | 5           |  |  |               | Darrin Cohen      | Darrin Cohen      | 1             | 0             |    |    |              |              |              |              |              |  |
|  | Pablo Pires De Almeida | Pablo Pires De Almeida | Pablo Pires De Almeida | Pablo Pires De Almeida | 5r          |  |  |               |                   |                   |               |               |    |    | 2            | Brian Wilson | Brian Wilson | 7            | 7            |  |
|  | Jaroslav Levinský      | Jaroslav Levinský      | Jaroslav Levinský      | 6                      | 6           |  |  |               |                   | 8                 | David Martin  | David Martin  | 63 | 65 |              |              |              |              |              |  |
|  | Conor Niland           | Conor Niland           | Conor Niland           | 3                      | 3           |  |  |               | Jaroslav Levinský | Jaroslav Levinský | 5             | 4             |    |    |              |              |              |              |              |  |
|  | 8                      | David Martin           | David Martin           | 6                      | 6           |  |  | 8             | David Martin      | David Martin      | 7             | 6             |    |    |              |              |              |              |              |  |
|  |                        | Geoffrey Gehrke        | Geoffrey Gehrke        | 2                      | 0           |  |  |               |                   |                   |               |               |    |    |              |              |              |              |              |  |

### Sezione 3
|  | Primo turno            | Primo turno            | Primo turno            | Primo turno | Primo turno |  |  | Secondo turno | Secondo turno          | Secondo turno          | Secondo turno   | Secondo turno   |    |   | Ultimo turno | Ultimo turno | Ultimo turno | Ultimo turno | Ultimo turno |  |
|  |                        |                        |                        |             |             |  |  |               |                        |                        |                 |                 |    |   |              |              |              |              |              |  |
|  |                        |                        |                        |             |             |  |  |               |                        |                        |                 |                 |    |   |              |              |              |              |              |  |
|  |                        |                        |                        |             |             |  |  | 3             | Phillip King           | Phillip King           | 6               | 6               |    |   |              |              |              |              |              |  |
|  | Christoph Palmanshofer | Christoph Palmanshofer | Christoph Palmanshofer | 6           | 6           |  |  |               | Christoph Palmanshofer | Christoph Palmanshofer | 4               | 3               |    |   |              |              |              |              |              |  |
|  | Jordan Kepler          | Jordan Kepler          | Jordan Kepler          | 0           | 1           |  |  |               |                        |                        |                 |                 |    |   | 3            | Phillip King | Phillip King | 7            | 6            |  |
|  | Michael McClune        | Michael McClune        | 4                      | 6           | 6           |  |  |               |                        |                        | Michael McClune | Michael McClune | 65 | 1 |              |              |              |              |              |  |
|  | Brandon Coupe          | Brandon Coupe          | 6                      | 1           | 3           |  |  |               | Michael McClune        | Michael McClune        | 7               | 6               |    |   |              |              |              |              |              |  |
|  | 7                      | James Auckland         | James Auckland         | 6           | 6           |  |  | 7             | James Auckland         | James Auckland         | 5               | 2               |    |   |              |              |              |              |              |  |
|  |                        | Jeff Gast              | Jeff Gast              | 3           | 1           |  |  |               |                        |                        |                 |                 |    |   |              |              |              |              |              |  |

### Sezione 4
|  | Primo turno      | Primo turno      | Primo turno    | Primo turno | Primo turno |  |  | Secondo turno    | Secondo turno    | Secondo turno    | Secondo turno  | Secondo turno |    |    | Ultimo turno | Ultimo turno | Ultimo turno | Ultimo turno | Ultimo turno |  |
|  |                  |                  |                |             |             |  |  |                  |                  |                  |                |               |    |    |              |              |              |              |              |  |
|  | 4                | Dušan Vemić      | Dušan Vemić    | 6           | 6           |  |  |                  |                  |                  |                |               |    |    |              |              |              |              |              |  |
|  |                  | Tyler Hochwalt   | Tyler Hochwalt | 4           | 4           |  |  | 4                | Dušan Vemić      | 3                | 6              | 6             |    |    |              |              |              |              |              |  |
|  | Brad Weston      | Brad Weston      | Brad Weston    | 7           | 6           |  |  |                  | Brad Weston      | 6                | 1              | 2             |    |    |              |              |              |              |              |  |
|  | Denny Fafek      | Denny Fafek      | Denny Fafek    | 6           | 1           |  |  |                  |                  |                  |                |               |    |    | 4            | Dušan Vemić  | 65           | 7            | 7            |  |
|  | Jason Zimmermann | Jason Zimmermann | 3              | 7           | 6           |  |  |                  |                  |                  | Travis Parrott | 7             | 62 | 64 |              |              |              |              |              |  |
|  | Dejan Đokić      | Dejan Đokić      | 6              | 6(1)        | 2           |  |  | Jason Zimmermann | Jason Zimmermann | Jason Zimmermann | 62             | 65            |    |    |              |              |              |              |              |  |
|  |                  | Travis Parrott   | 7              | 5           | 6           |  |  | Travis Parrott   | Travis Parrott   | Travis Parrott   | 7              | 7             |    |    |              |              |              |              |              |  |
|  | 5                | Scott Lipsky     | 68             | 7           | 3           |  |  |                  |                  |                  |                |               |    |    |              |              |              |              |              |  |